# Belathur, Krishnarajpet
Belathur là một làng thuộc tehsil Krishnarajpet, huyện Mandya, bang Karnataka, Ấn Độ.